# فابین د واله
فابین د واله (انگلیسی: Fabien De Waele؛ زادهٔ ۱۹ مهٔ ۱۹۷۵) دوچرخه‌سوار اهل بلژیک است.